# Jacob Erlandsen
 (décembre 2023).
Si vous disposez d'ouvrages ou d'articles de référence ou si vous connaissez des sites web de qualité traitant du thème abordé ici, merci de compléter l'article en donnant les références utiles à sa vérifiabilité et en les liant à la section « Notes et références ».
Jacob Erlandsen (mort le 18 février 1274) est un archevêque danois de Lund de 1254 à 1274 et le principal protagoniste du premier conflit entre l'Église et le pouvoir royal au Danemark.

## Biographie
Jacob Erlandsen, 4e fils de Erland et de Cécile Herlufdotter, est issu d'un puissant clan de magnats les Galen, apparenté par sa grand-mère maternelle à  l'archevêque  Absalon et aux autres membres de la famille Hvide (de), lorsqu'il devient un homme d'Église. Il reçoit sa formations ecclésiastique à  Paris et démontre une solide culture juridique lorsqu'il visite Rome. Dès le début de sa carrière comme évêque de Roskilde en 1250  il se montre un opposant au pouvoir royal représenté par le roi Éric IV de Danemark. Son zèle le pousse à obtenir de facto l’indépendance de l'Église dans ses relations avec le roi et le pouvoir de l'État. Dans de nombreux cas son attitude se trouve être en concordance avec le  droit canon et en accord avec l'offensive du pouvoir pontifical dont l'action vis-à-vis du Danemark est relativement inconnue ; car dans ce royaume le roi et les évêques  œuvraient  jusqu'alors de concert, les derniers reconnaissant la prééminence royale.
En 1254, l’évêque Jacob est promu archevêque de Lund et son véritable conflit avec le roi commence. Le roi Christophe Ier résiste vigoureusement à la volonté de l'archevêque d'adapter la législation et le droit régissant l'Église danoise aux critères internationaux du droit canon car il y voit une sévère limitation du pouvoir de l'État particulièrement dans le domaine financier. En outre, cela pourrait très bien faire de l’archevêque le dirigeant indépendant de son archidiocèse de Scanie.
Après quelques conflits mineurs l’archevêque Jacob promulgue le 6 mars 1256 la prétendue « Constitution de Vejle » (latin: Quum ecclesia daciana), une loi sévère destinée à assurer la sécurité de tous les évêques contre toutes les mesures émanant du roi en le menaçant de proclamer l' Interdit. Cette loi qui est un défi ouvert au roi était loin d'être soutenue par tous les évêques. Au cours des années suivantes, Jacob Erlandsen et le roi Christophe s'affrontent de plus en plus et l'archevêque dans une situation critique refuse d'accepter qu'Eric (le futur Eric V de Danemark), le fils du roi soit couronné comme héritier présomptif et il est arrête et emprisonné en février 1259.
Son arrestation provoque non seulement l'interdit du royaume que seulement deux diocèses proclament, l'évêque de Roskilde se réfugiant chez le prince Jaromar II de Rügen, mais aussi le soutien du pape Alexandre IV  et l'intervention militaire des alliés étrangers de l’archevêque dont Jaromar II qui s'empare et pille Copenhague, mais aussi la mort subite du roi en mai 1259 qui affaiblit le parti royal. La même année, Jacob Erlandsen est relâché par la reine douairière Marguerite Sambiria, sa lointaine cousine. Ses nouvelles initiatives politiques contre le nouveau souverain rendent impossible toute réconciliation, et, en 1263, il s'enfuit en Allemagne du nord d'où il fait appel à la cour pontificale de Rome. Jacob passe la majeure partie des dix années suivantes en Italie afin d'obtenir satisfaction de la cour pontificale. Il a doit faire face à une succession de papes dont les points de vue alternent. Le Danemark a été mis sous interdit et la famille royale excommuniée, mais elle n'a pas cédé aux injonctions pontificales, et Jacob ne reçoit pas non plus beaucoup de soutien de sa propre église. Un compromis est finalement trouvé en 1272 par lequel l'archevêque obtint quelques concessions. Il décide de retourner chez lui pour trouver une solution finale, mais il meurt en route sur l'île de Rügen. Les examens contemporains de son squelette tendent à indiquer qu'il aurait pu être assassiné mais rien n'est sûr. Après sa mort, le roi Eric V  annule simplement toutes les concessions royales.
La carrière et la défaite finale de Jacob Erlandsen démontrent les grandes difficultés qu’il y a à instaurer la prédominance ecclésiastique internationale sur le royaume de  Danemark. Les exigences de la suprématie pontificale et de l'autorité de l'Église se sont heurtées à la vision traditionnelle danoise de la division du pouvoir. Ce que l'archevêque considérait comme des exigences justifiées de l'immunité cléricale et de l'indépendance signifiait la déloyauté et la trahison envers le roi. Ce qui est plus intéressant, c'est qu'une grande partie de la population et même de nombreux membres du clergé semblent avoir partagé les opinions royales. Outre le style tranchant de Jacob Erlandsen, ses alliances avec les ennemis étrangers de la couronne et son comportement brutal semblent également lui avoir aliéné de nombreux partisans possibles. Son frère Erland Erlandsen lui succède brièvement sur le trône archiépiscopal de 1274 à 1276 mais son combat sera repris par leur petit-neveu Jens Grand.

## Sources
- (da) Dansk biografisk Lexikon / IV. Bind. Clemens - Eynden / Erlandsen Jakob p. 563-566